# Souvigny-en-Sologne
 Souvigny-en-Sologne  es una población y comuna francesa, en la región de Centro, departamento de Loir y Cher, en el distrito de Romorantin-Lanthenay y cantón de Lamotte-Beuvron.

## Demografía
| 476 | 406 | 395 | 426 | 440 | 410 | 468 |
| Para los censos de 1962 a 1999 la población legal corresponde a la población sin duplicidades (Fuente: INSEE [Consultar]) |     |     |     |     |     |     |